# 한국의 서원
한국의 서원은 2019년 등재된 유네스코 세계유산이다. 2019년 7월 6일 아제르바이잔 바쿠에서 제43차 유네스코 세계유산위원회는 한국의 서원(Seowon, Korean Neo-Confucian Academies) 9곳을 세계유산에 등재하였다. 포함된 서원 9곳은 다음과 같다.
| 유네스코 ID | 사진 | 서원 이름 | 소재지            | 비고 |
| ----------- | ---- | --------- | ----------------- | ---- |
| 1498-001    |      | 소수서원  | 경상북도 영주시   |      |
| 1498-002    |      | 남계서원  | 경상남도 함양군   |      |
| 1498-003    |      | 옥산서원  | 경상북도 경주시   |      |
| 1498-004    |      | 도산서원  | 경상북도 안동시   |      |
| 1498-005    |      | 필암서원  | 전라남도 장성군   |      |
| 1498-006    |      | 도동서원  | 대구광역시 달성군 |      |
| 1498-007    |      | 병산서원  | 경상북도 안동시   |      |
| 1498-008    |      | 무성서원  | 전라북도 정읍시   |      |
| 1498-009    |      | 돈암서원  | 충청남도 논산시   |      |

## 같이 보기
- 서원
- 서원 (한국)